# Wymyślanka
Wymyślanka [vɨmɨˈɕlanka] (en alemán: Bollbrücke) es un pueblo ubicado en el distrito administrativo de Gmina Lwówek, dentro del Distrito de Nowy Tomyśl, Voivodato de Gran Polonia, en el oeste de Polonia central. Se encuentra aproximadamente a 6 kilómetros del noroeste de Lwówek, a 19 kilómetros al norte de Nowy Tomyśl, y a 54 kilómetros al oeste de la capital regional  Poznan.
El pueblo tiene una población de solo 61 habitantes.